# Шерил Чейз (активистка)
Бо Лоран (англ. Bo Laurent; известна под псевдонимом Шерил Чейз (англ. Cheryl Chase), имя при рождении Бонни Салливан (англ. Bonnie Sullivan); род. 14 августа 1956 года; Нью-Джерси, США) — американская интерсекс-активистка и основательница Intersex Society of North America. Она начала использовать имена Бо Лоран и Шерил Чейз одновременно в 1990-х годах и сменила свое имя с Бонни Салливан на Бо Лоран в 1995 году.

## Биография
Чейз родилась в Нью-Джерси с гениталиями промежуточного типа, что поставило врачей в тупик при определении пола. Согласно The New York Times, её родители первоначально назвали ее Брайаном Салливаном, отметив, что «у Чейз кариотип XX, и причина того что она интерсекс никогда не была полностью понятна». Другие источники утверждают, что её первоначальное имя было Чарли.
В интервью изданию Salon Чейз сказала, что она родилась со «смешанными мужскими и женскими половыми органами», и когда ей было 18 месяцев, после обнаружения у неё яичников и матки, ей была проведена клиторэктомия, чтобы удалить её клитор, который имел слишком большие размеры. Ее родители, по совету врачей, переехали в другой город и воспитывали её как девочку, под именем Бонни Салливан. Хотя она начала говорить уже перед операцией, после операции она перестала говорить ещё на шесть месяцев.
Она рассказала изданию Salon, что у нее сформировался овотестис в возрасте 8 лет. Она узнала о проведенной ей клиторидэктомии в возрасте 10 лет, а в возрасте 21 года ей удалось получить доступ к своим медицинским записям (некоторые источники утверждают, что это произошло когда ей было около тридцати лет).
Чейз пишет о том, что она открытая лесбиянка с 20 лет. В 2004 году Чейз женилась на Робин Матиас в Сан-Франциско. Они живут на хобби-ферме в Сономе и вступили в повторный брак в 2008 году после вступления в силу закона In re Marriage Cases.

## Образование и карьера
В 1983 году Чейз окончила Массачусетский технологический институт со степенью бакалавра по математике. Затем она изучала японский язык в Гарвардской школе расширенного образования и в  Миддлбери-колледже. В 1985 году Чейз работала графическим дизайнером. Затем она переехала в Японию в качестве приглашенного ученого в университет Хиросимы. Позже она присоединилась к ИТ-компании рядом с Токио в качестве соучредителя. Находясь в Японии, она также занималась переводческой работой. По возвращении в Соединенные Штаты Чейз начала работать как интерсекс-активист. В 2008 году Чейз получила степень магистра в Сономском государственном университете.

## Активизм
Когда Чейз было тридцать лет, у неё случился «нервный срыв». Она рассказала изданию Salon, что однажды собиралась совершить самоубийство «перед врачом, из-за которого её гениталии онемели и получили шрамы». Когда ей исполнилось 35 лет, Чейз вернулась в США и заставила свою мать дать ответы на интересующие её вопросы по поводу своего интерсекс-состояния, а затем начала самостоятельный поиск информации для более полного понимания того, что она узнала. Чейз связалась со многими академическими исследователями и людьми с личным опытом интерсексности. В 1993 году в письме в журнал «The Sciences», опубликованном в выпуске за июль / август, она основала ныне несуществующую организацию Intersex Society of North America (ISNA) и попросила людей называть её новым именем Шерил Чейз. Так в США зародилось движение по защите прав человека в отношении интерсекс-людей В 1990-х годах она начала одновременно использовать имена Бо Лоран и Шерил Чейз, иногда в одной и той же публикации. Она является создателем  30-минутного документального фильма «Hermaphrodites Speak!» (1995), в котором несколько интерсекс-людей обсуждают психологические последствия получаемого ими медицинского лечение и выбранных моделей воспитания в детстве, а также она является редактором информационного бюллетеня «Hermaphrodites with Attitude».
В 1998 году Чейз написала amicus curiae для конституционного суда Колумбии, который затем рассматривал решение об операции на шестилетнем мальчике с микропенисом. В 2004 году Чейз и ISNA убедили Комиссию по правам человека Сан-Франциско провести слушания по медицинским процедурам на интерсекс-младенцах. Чейз публиковала комментарии в медицинских журналах и подвергла критике писательниц-феминисток, в том числе Элис Уокер и Катю Поллитт, за то, что они не включили интерсекс-вопросы в повестку дня феминисток, несмотря на то, что они осуждали калечащие операции на женских половых органах в Африке и в других местах. ISNA была удостоена премии 2000 Felipa de Souza Human Rights Award от Международной комиссии по правам геев и лесбиянок.
В 2017 году Чейз совместно с interACT приняла участие в создании отчёта Human Rights Watch под названием «Я хочу быть такой, какой природа создала меня», о ненужных с медицинской точки зрения операциях над интерсекс-детях, основанном на интервью с интерсексами, их семьями и врачами.